# Theda Heineken
Theda Johanna Helene Heineken (* 17. September 1907 in Breslau; † 31. März 1993 in Würzburg) war eine deutsche, reformerische Pädagogin, Bremer Frauenrechtlerin und Oberstudiendirektorin.

## Biografie

### Familie, Ausbildung und Beruf
Heineken war das einzige Kind von Werner Karbe und Johanna Elisabeth Karbe, geb. Heineken. Die Pädagogin Agnes Heineken war ihre Tante.
Sie absolvierte die Höhere Mädchenschule in Worms, Neustadt-Glewe, Ludwigslust, Hamburg-Wandsbek und Bremen sowie ab 1921 die Studienanstalt für Mädchen am Lerchenfeld (Lyzeum, heute Gymnasium Lerchenfeld) in Hamburg – Nord, wo sie ihr Abitur erwarb. Sie studierte von 1926 bis 1930 Mathematik, Physik und Sport an der Universität Hamburg und der Universität Bonn. 1930 und 1933 bestand sie das Erste und Zweite Staatsexamen für das Lehramt an Höheren Schulen.
1935 heiratete sie den Landwirt Friedrich Heineken aus dem Land Hadeln; ihr Sohn Hermann, der spätere Würzburger Mathematiker wurde 1936 geboren. Sie arbeitete schon 1936 als Hauslehrerin in Wyk auf Föhr. Von 1938 bis 1940 war sie im Hauptlabor der Dynamitfabrik Krümmel in Geesthacht beschäftigt. Ihre Ehe wurde inzwischen geschieden.
Ende 1945 erhielt Heineken eine Anstellung als Lehrerin am Kippenberg-Gymnasium und 1948 an der Oberschule an der Hamburger Straße in Bremen. 1951 wurde sie Studienrätin, 1953 Oberstudienrätin und 1959 Oberstudiendirektorin und Leiterin des Gymnasiums Lesum, welche als Neubau nach Plänen von Hermann Brede um diese Zeit entstand.
Sie unterstütze nachdrücklich den nicht an ein Bekenntnis gebundenen Unterricht in Biblischer Geschichte.

Sie führte bereits ab 1967 reformpädagogische Methoden des Unterrichts nach dem Buxtehuder Modell an ihrer Schule ein, wonach Klassenverbände in den Klassenstufen 12 und 13 aufgelöst wurden. Jeder Schüler wählte selbstbestimmt die Studiengruppen und einen Vertrauenslehrer (Tutor). Der Unterrichtsstoff wurde dabei auch in Gruppenarbeit der Schüler angeeignet.

Heineken warb mit ihrem Kollegium für die Einführung einer Gesamtschule an ihrem Gymnasium. Ab 1970 wurde die Gesamtschule als Regelschule an ihrer und zwei weiteren Schulen in Bremen-Nord, West und Ost eingeführt.
In den bewegten 1968er Jahren erlangte die liberale Direktorin viel Anerkennung für ihre ausgleichende Führung der Schule, an der engagierte Schüler neue, reformerische Denkansätze vertraten (Stichwort: Schule in unruhigen Zeiten auf Reformkurs, Bremer Straßenbahnunruhen 1968).
Sie wurde 1972 pensioniert. Danach zog sie zu ihrem Sohn nach Würzburg.

### Politik, Gewerkschaft, Partei und Ehrenämter
Heineken war bis 1933 langjährig aktiv in der liberalen Deutschen Demokratischen Partei und der daraus 1930 entstandenen Deutschen Staatspartei. Am 23. Juni 1937 beantragte sie die Aufnahme in die NSDAP und wurde rückwirkend zum 1. Mai desselben Jahres aufgenommen (Mitgliedsnummer 5.581.571). 1938 wurde sie wegen mangelnder Parteizuverlässigkeit aus dem Schuldienst entlassen. 1948 wurde sie im Entnazifizierungsverfahren als Entlastete eingestuft.
Nach dem Zweiten Weltkrieg wurde sie 1946 aktiv in der Bremer Frauenbewegung als Mitgründerin des Bremer Frauenausschusses – Landesfrauenrat Bremen (bfa) zusammen mit Agnes Heineken, Anna Klara Fischer, Anna Stiegler, Käthe Popall und Irmgard Enderle. Sie wirkte hier im Arbeitskreis für staatsbürgerliche Erziehung.
1946 riefen sie und zwölf weitere Pädagogen zur Gründung einer Lehrergewerkschaft auf, als Verein Bremer Lehrer und Lehrerinnen, die seit 1948 Teil der Gewerkschaft Erziehung und Wissenschaft (GEW) wurde. Sie war von 1948 bis 1972 Zweite Vorsitzende des bremischen Ortsverbandes und seit 1950 in drei Ausschüssen aktiv. Der Vorsitzende der Gewerkschaft Paul Goosmann (SPD) und sie vertraten die Lehrerinteressen als beratende Mitglieder in der Bremer Schuldeputation.
Seit 1961 war sie Mitglied der FDP im Kreisverband Bremen-Nord der FDP Bremen. Hier war sie seit 1963 Mitglied im Kreisvorstand so wie in verschiedenen Gremien der Partei.

## Ehrungen
- Der Theda-Heineken-Weg in Bremen–Burglesum, Ortsteil St. Magnus, wurde 1998 nach ihr benannt.